# Marienhausen (Niemcy)
Marienhausen – miejscowość i gmina w zachodnich Niemczech, w kraju związkowym Nadrenia-Palatynat, w powiecie Neuwied, wchodzi w skład gminy związkowej Dierdorf.  